# Dinotrema amoepilosum
Dinotrema amoepilosum är en stekelart som beskrevs av Papp 1999. Dinotrema amoepilosum ingår i släktet Dinotrema och familjen bracksteklar. Inga underarter finns listade i Catalogue of Life.